# Радиожурнал
«Радиожурнал» (Radiojournal) — общество с ограниченной ответственностью обладавшее монополией на радиовещание в Чехословакии в 1923—1939 гг. В 1938—1939 — «Чехословацкое радио» (Česko-slovenský rozhlas), в 1939 году — «Чешское радио» (Český rozhlas). Передачи компании образовывали одну общенациональную информационную, общественно-политическую и художественную программу, звучавшую на средних волнах. 51 % капитала общества принадлежал государству через Чехословацкую почту. С 31 августа 1936 года на коротких волнах вела передачи на чешском, словацком, немецком, французском, английском, иногда также на русинском, с 1937 года — на итальянском, испанском, португальском и сербском языках. После оккупации Чехословакии фашистской Германией поглощено Имперским обществом радиовещания.